# Zbigniew Kuźmiuk
Zbigniew Krzysztof Kuźmiuk (ur. 19 września 1956 w Komorowie) – polski ekonomista, nauczyciel akademicki i przedsiębiorca, doktor nauk ekonomicznych; polityk ruchu ludowego i publicysta, w latach 1994–1996 wojewoda radomski, w 1997 prezes Rządowego Centrum Studiów Strategicznych w randze ministra, w latach 1999–2001 marszałek województwa mazowieckiego, poseł na Sejm IV, VII i X kadencji, deputowany do Parlamentu Europejskiego VI, VIII i IX kadencji.

## Życiorys

### Wykształcenie i praca zawodowa
W 1979 ukończył studia na Wydziale Ekonomicznym Politechniki Świętokrzyskiej, a w 1986 studia podyplomowe w Wyższej Szkole Inżynierskiej im. Kazimierza Pułaskiego w Radomiu. W 1990 uzyskał stopień doktora nauk ekonomicznych w Szkole Głównej Planowania i Statystyki w dziedzinie finansów i statystyki.
Od ukończenia studiów pracował jako nauczyciel akademicki w Wyższej Szkole Inżynierskiej w Radomiu (obecnie Uniwersytet Technologiczno-Humanistyczny im. Kazimierza Pułaskiego w Radomiu). W 1981 uczestniczył w trwającym 49 dni strajku na tejże uczelni. Jest zatrudniony na stanowisku adiunkta na Wydziale Ekonomicznym Uniwersytetu Technologiczno-Humanistycznego im. Kazimierza Pułaskiego w Radomiu.
W latach 1990–1992 był prezesem zarządu spółki akcyjnej PPHU Tex w Radomiu. W latach 1992–1994 zajmował stanowisko dyrektora PPHU Bakumar. Autor kilkunastu artykułów naukowych, a także publikacji w „Warszawskiej Gazecie” i „Gazecie Finansowej”.

### Działalność polityczna
Od 1986 działał w Zjednoczonym Stronnictwie Ludowym, następnie był członkiem Polskiego Stronnictwa Ludowego. W okresie 1994–1996 pełnił funkcję wojewody radomskiego. Od 1 stycznia 1997 do 31 października 1997 w randze ministra był prezesem Rządowego Centrum Studiów Strategicznych w rządzie Włodzimierza Cimoszewicza.
W latach 1998–2001 pełnił funkcje radnego sejmiku oraz marszałka województwa mazowieckiego. W wyborach parlamentarnych w 2001 został wybrany do Sejmu IV kadencji w okręgu radomskim z listy PSL. Był wiceprzewodniczącym, a od lutego 2002 do marca 2003 przewodniczącym Klubu Parlamentarnego Polskiego Stronnictwa Ludowego oraz przewodniczącym Komisji Samorządu Terytorialnego i Polityki Regionalnej.
Od marca 2004 był wiceprezesem Naczelnego Komitetu Wykonawczego PSL. W 2004 został wybrany do Parlamentu Europejskiego, uzyskawszy 17 554 głosy w okręgu mazowieckim. W trakcie kadencji dołączył do frakcji Unia na rzecz Europy Narodów, zasiadał w Komisji Budżetowej Parlamentu Europejskiego.
W lutym 2006 za złamanie statutu (przejście do frakcji UEN bez zgody władz partii) został wykluczony z PSL, przystąpił do nowego ugrupowania pod nazwą Polskie Stronnictwo Ludowe „Piast”. W 2008 przeszedł z tego ugrupowania (wówczas działającego pod nazwą Stronnictwo „Piast”) do Prawa i Sprawiedliwości. Bez powodzenia z jego listy ubiegał się o reelekcję do PE w wyborach w 2009 (otrzymał 19 230 głosów). W 2010 został wybrany z listy PiS w skład sejmiku mazowieckiego.
W styczniu 2011 wszedł w skład komitetu politycznego PiS. W wyborach parlamentarnych w tym samym roku został wybrany do Sejmu z listy tej partii (otrzymał 29 233 głosów). W 2014 z ramienia PiS uzyskał mandat posła do Parlamentu Europejskiego VIII kadencji. W 2019 z powodzeniem ubiegał się o reelekcję na kolejną kadencję Europarlamentu. W wyborach w 2023 został wybrany na posła X kadencji, zdobywając 24 702 głosy i odchodząc w konsekwencji z Europarlamentu.

## Odznaczenia
W 1999, za wybitne zasługi w kultywowaniu tradycji ruchu ludowego, za osiągnięcia w działalności publicznej i na rzecz społeczności lokalnych, został przez prezydenta Aleksandra Kwaśniewskiego odznaczony Krzyżem Kawalerskim Orderu Odrodzenia Polski.